# پنیاسکو (نیو مکزیکو)
پنیاسکو (به انگلیسی: Peñasco) یک منطقهٔ مسکونی در ایالات متحده آمریکا است که در شهرستان تائوس، نیومکزیکو واقع شده‌است.